# Loxothylacus panopaei
Loxothylacus panopaei är en kräftdjursart som först beskrevs av Gissler 1884.  Loxothylacus panopaei ingår i släktet Loxothylacus och familjen Sacculinidae. Inga underarter finns listade i Catalogue of Life.